# Alexander Mirto Frangipani
Alexander Mirto Frangipani foi um prelado católico romano que serviu como bispo de Caiazzo (1529–1537).

## Biografia
No dia 28 de junho de 1529, Alexander Mirto Frangipani foi nomeado bispo de Caiazzo durante o papado de Clemente VII. Serviu como bispo de Caiazzo até à sua renúncia a 10 de julho de 1537.